# Годишни музикални награди на телевизия „Планета“
Годишни музикални награди на телевизия „Планета“ е събитие за награждаване на постиженията на артисти в сферата на музиката. Организатор на събитието е екип на телевизия „Планета“ и компанията собственик на телевизията – „Пайнер мюзик“. Наградите на „Планета“ са значимо събитие за попфолк музиката в България.

## Провеждане
Наградите се раздават ежегодно от 2003 година, а церемонията по връчването на наградите обичайно се състои в началото на годината за предходното дванадесетомесечие. Събитието отличава предимно изпълнители продуцирани от или обвързани с музикална компания „Пайнер мюзик“ в музикалните жанрове „попфолк“ и „фолк“, въпреки че през годините нееднократно са били награждавани изпълнители от други продуцентски компании и/или изпълнявали в други жанрове. През 2017 г. за първи път не се провежда церемония.

## Формат
През годините формата на събитието търпи промени. Наградите на „Планета“ винаги биват озвучавани от музикални изпълнения на живо на хитовете, звучали от ефира на телевизията през изминалата година, както и любими песни на публиката, но категориите на наградите са многократно изменяни.

### I годишни музикални награди на телевизия „Планета“(за 2002)
- Видеоклип с най-добри специални ефекти – Люси – Аз обичам теб
- Видеоклип с най-добър сценарий – Люси – Аз обичам теб
- Видеоклип с най-добра режисура – Люси – Аз обичам теб
- Най-добро предаване излъчвано по телевизия „Планета“ – Бащино огнище
- Най-добър филм на телевизия „Планета“ – Родопски звън
- Най-добър видеодебют – Вероника – Бяла съм
- Най-бързо прогресиращ видеоклип – Ивана – Грешна нощ
- Най-предпочитан поп клип – Каризма – Колко ми липсваш
- Най-предпочитан рап клип – Мишо Шамара и Ванко 1 – Все още съм замесен
- Най-предпочитан денс клип – Малина – Обичам лудо
- Най-предпочитан български клип на песен с балканска езикова основа – Рейхан – Даянамам
- Най-предпочитан попфолк клип – Камелия – Залеза и зората
- Най-предпочитан клип на фолклорен изпълнител – Иван Дяков – Кате, Кате
- Най-предпочитан клип на фолклорен оркестър – орк. Канарите – Невено моме
- Най-предпочитан видеоклип на дует – Мира и Милко Калайджиев – Хей, малката
- Най-предпочитан видеоклип на група – Малките Пантери – Вива
- Най-предпочитан видеоклип на певец – Магапаса – С половин сърце
- Най-предпочитан видеоклип на певица – Камелия – Залеза и зората
- Най-успешен посланик на телевизия „Планета“ по света – Глория
- Най-значимо музикално събитие на годината – концерт „1 година телевизия „Планета“
- Най-предпочитан артист/изпълнител на годината – Деси Слава
- Най-предпочитан видеоклип на годината – Камелия – Залеза и зората

Почетни награди:
- Специална награда на Пайнер Мюзик за 2002 – Тони Дачева и Найден Милков

### II годишни музикални награди на телевизия „Планета“(за 2003)
Конкурентни награди:
- Видеоклип с най-добри специални ефекти – Глория – Лабиринт
- Видеоклип с най-добър сценарий – Глория – Крепост
- Видеоклип с най-добра операторска работа – Ивана – Безумна цена
- Видеоклип с най-добра режисура – Глория – Крепост
- Телевизионно предаване на годината – Бащино огнище
- Поп клип на годината – Слави Трифонов, Ку-ку Бенд и Antique – Защо
- Денс клип на годината – Малина – Леден свят
- Балканика клип на годината – Татяна – Биди фер
- Попфолк клип на годината – Гергана – Губя те бавно
- Дебют на годината – Гергана
- Фолклорен изпълнител на годината – Славка Калчева
- Дует на годината – Емилия и Нидал Кайсар – Безумна любов
- Певец на годината – Веселин Маринов
- Певица на годината – Ивана

Почетни награди:
- Специална награда на Пайнер Мюзик за 2003 – Атанас Стоев (за издигане на съвременния престиж на българската народна музика)
- Видеоклип на годината – Анелия – Обичай ме

Награди на спонсорите:
- Специална награда на генералните спонсори на годишните музикални награди за 2003 – Мария (за видеоклиповете към „Всичко си ти“ и „Обичай ме така“)
- Специална награда на вимпром „Пещера“: „Мис Планета 2003“ – Райна

### III годишни музикални награди на телевизия „Планета“(за 2004)
Конкурентни награди:
- Видеоклип с най-добра режисура – Есил Дюран – Луда съм, че те обичам
- Видеоклип с най-добър сценарий – Ивана – Нещо неТипично
- Телевизионно предаване на годината – Фолкмаратон
- Дебют на годината – Преслава
- Дует на годината – Райна и Константин – Тежка диагноза
- Фолклорен изпълнител на годината – Славка Калчева
- Етноклип на годината – Амет – Социал
- Видеоклип на годината – Мария – Твоят град
- Албум на годината – Анелия – Не поглеждай назад
- Песен на годината – Ивана – Като на 17
- Певец на годината – Веселин Маринов
- Певица на годината – Ивана

Почетни награди:
- Специална награда на Пайнер Мюзик за 2004 – Глория (за най-ползотворна съвместна работа)

Награди на спонсорите:
- Награда на „Стъклен свят“ – Вероника
- Награда на „М-тел“ – Гергана
- Награда на „Самсунг“ – Емилия

### IV годишни музикални награди на телевизия „Планета“(за 2005)
Конкурентни нагрдади
- Дебют на годината – Борис Дали
- Дует на годината – Райна и Константин – И това е любов
- Фолклорна формация на годината – орк. Канарите
- Най-прогресиращ изпълнител на годината – Преслава
- Телевизионно предаване на годината – Фолкмаратон
- Артистично присъствие на изпълнител във видеоклип – Малина и Азис – Не знаеш
- Атрактивна поддържаща роля във видеоклип – Адриан (Гергана – Последна вечер)
- Мистър Планета 2005 – Константин
- Мис Планета 2005 – Камелия
- Видеоклип на годината – Вероника – Сериен лъжец
- Песен на годината – Преслава – Дяволско желание
- Албум на годината – Ивана – Няма спиране
- Певец на годината – Веселин Маринов
- Певица на годината – Ивана

Почетни награди:
- Специална награда на Пайнер Мюзик за 2005 – Мариета Ангелова (за принос към музикалното слово)
- Специална награда на Пайнер Мюзик за 2005 – Николай Скерлев (за режисура)
- Най-популярна мелодия за мобилен телефон – Славка Калчева – Бяла роза
- Хит на лято 2005 – Анелия – Всичко води към теб

Награди на спонсорите:
- Награда на „Бруни“ – Соня Немска – В сряда се приготви (за най-артистична изява в сюжетен видеоклип)
- Награда на „Нестле“ – Гергана
- Награда на Орел-Г“ Холдинг – Мария (за най-стилна визия)
- Награда на „Пит Бул“ – Малина (за екстремни сценични изяви)

### V годишни музикални награди на телевизия „Планета“(за 2006)
Конкурентни награди:
- Дебют на годината – Димана
- Най-прогресиращ изпълнител на годината – Борис Дали
- Дует на годината – Елена Паришева и DJ Живко Микс – Тук и сега
- Мис Планета 2006 – Райна
- Мистър Планета 2006 – Борис Дали
- Мис Секси 2006 – Галена
- Фолклорен изпълнител на годината – Николай Славеев
- Фолклорен Албум на годината – орк. Канарите – Живот на сцена
- Артистично присъствие на изпълнител във видеоклип – Вероника – На добър час
- Видеоклип на годината – Светла Иванова – C‘est La Vie
- Албум на годината – Ивана – Доза любов
- Песен на годината – Преслава – И когато съмне
- Певец на годината – Константин
- Певица на годината – Преслава

Почетни награди:
- Мегазвезда на телевизия „Планета“ – Ивана
- Рингтон на 2006 – Илиян – „Честит рожден ден“

Награди на спонсорите:
- Награда на списание „Нов фолк“ – Преслава и Борис Дали
- Награда на радио „Веселина“ – Райна и Константин – Ти си ми всичко
- Награда на „Актавис“ – Анелия
- Най-успешна рекламна песен – Преслава – Предай се на желанието
- Награда на „Тантра“ – Камелия
- Най-предпочитан изпълнител в „Планета Пайнер Клуб“ – Емилия
- Награда на „Стъкен Свят“ – Вероника
- Награда на „Нестле“ – Гергана
- Награда на „2be“ – Емилия

### VI годишни музикални награди на телевизия „Планета“(за 2007)
Конкурентни награди:
- Дебют на годината – Джена
- Най-прогресиращ изпълнител на годината – Галена
- Мис Планета 2007 – Райна
- Фолклорен изпълнител на годината – Поли Паскова
- Фолклорна формация на годината – орк. Пловдив
- Фолклорен албум на годината – Нелина – На сърце ми лежи
- Дует на годината – Анелия и Миро – Завинаги
- Артистично присъствие на изпълнител във видеоклип – Камелия – Някой ден
- Видеоклип на годината – Анелия и Миро – Завинаги
- Албум на годината – Ивана – Празник всеки ден
- Песен на годината – Преслава – Лъжа е
- Певец на годината – Константин
- Певица на годината – Преслава

Почетни награди:
- Специална награда на Пайнер Мюзик за 2007 – Глория (за изключителен принос в музикалната индустрия)
- Специална награда на Пайнер Мюзик за 2007 – Тони Дачева (за 20 години присъствие на музикалната сцена)
- Специална награда на Пайнер Мюзик за 2007 – Веселин Маринов (за 25 години активна творческа дейност)
- Рингтон на 2007 – Галена – Утешителна награда
- Хит на лято 2007 – Гергана и Жоро Рапа – Може би точно ти
- Оригинално медийно присъствие през 2007 – Емилия

Награди на спонсорите:
- Фолклорен хит на 2007 на радио „Сигнал плюс“ – Райна – Кога падне над пирина
- Най-енергичен изпълнител на 2007 (радио „Вероника“) – Вероника
- Любовна песен на 2007 на радио „Романтика“ –Глория – Ако те няма

### VII годишни музикални награди на телевизия „Планета“(за 2008)
Конкурентни награди:
- Дебют на годината – Цветелина Янева
- Най-прогресиращ изпълнител на годината – Галена
- Фолклорен изпълнител на годината – Росица Пейчева
- Фолклорна формация на годината – орк. Канарите
- Фолклорен албум на годината – Поли Паскова – Късмет
- Дует на годината – Андреа и Кости – Само мой
- Артиситично присъствие на изпълнител във видеоклип – Преслава – Новата ти
- Видеоклип на годината – Камелия – Фалшива кожа
- Албум на годината – Преслава – Не съм ангел
- Песен на годината – Елена – Първата, последната
- Певец на годината – Миро
- Певица на годината – Преслава

Почетни награди:
- Посланик на българската музика зад граница – Джена
- Най-успешен музикален проект за 2008 – Ивана – Всичко е любов
- Специална награда за Пайнер Мюзик за 2008 – Анелия (за цялостна работа през 2008 година)
- Рингтон на 2008 – Ивана – Аз съм с теб
- Хит на лято 2008 – Константин – Едва ме нави
- Оригинално медийно присъствие през 2008 – Емилия
- Оригинално сценично присъствие през 2008 – Райна
- Специална награда за 30 години творческа дейност – Иван Дяков
- Награда за най-успешен музикален проект на 2008 – Ивана – за филма „Всичко е любов“

Награди на спонсорите:
- Дискотечен хит на 2008 („Планета Пайнер Клуб“) – Галена – Знам диагнозата
- Най-романтичен изпълнител на радио „Романтика“ на 2008 – Райна
- Фолклорен хит на 2008 на радио „Сигнал плюс“ – Нелина – Караджа дума Русанки
- Певица на годината за 2008 от радио Романтика -- Емилия

### VIII годишни музикални награди на телевизия „Планета“(за 2009)
Конкурентни награди:
- Баладичен хит на годината – Джена – Кой си ти
- Дискотечен хит на годината – Елена – Още
- Поп хит на годината – Анелия – Обичам те
- Най-прогресиращ изпълнител на годината – Андреа
- Фолклорен изпълнител на годината – Пепи Христозова
- Фолклорен албум на годината – Росица Пейчева – Пъстра плетеница
- Артистично присъствие на изпълнител във видеоклип – Емилия, Сакис Кукос и Kesaras – Харесва ми
- Видеоклип на годината – Камелия – Оргазъм
- Дует на годината – Преслава и Константин – Не ми пречи
- Албум на годината – Преслава – Пази се от приятелки
- Изпълнител на десетилетието (2000 – 2009) – Ивана
- Песен на годината – Милко Калайджиев – За да те забравя
- Певец на годината – Илиян
- Певица на годината – Преслава

Почетни награди:
- Специална награда на Пайнер Мюзик за 2009 – Глория (за 15 години на сцена)
- Посланик на българската музика зад граница – Бони
- Специална награда на Пайнер Мюзик за 2009 – Есил Дюран (за традиция и новаторство)
- Песен със социално послание през 2009 – Яница – Изгубени души
- Оригинално медийно присъствие през 2009 – Мария и Райна (за участието им в Music Idol 3 и VIP Dance)
- Рингтон на 2009 – Галена – За последно
- Хит на лято 2009 – Константин – А-у

Награди на спонсорите:
- Най-романтична песен на 2009 на радио „Романтика“ – Цветелина Янева и група 032 – Три минути
- Фолклорен хит на 2009 на радио „Сигнал плюс“ – Нелина – Намислил Стоян
- DJ хит в „Планета Пайнер Клуб“ през 2009 – Илиян – Тупалка

### IX годишни музикални награди на телевизия „Планета“(за 2010)
Конкурентни награди:
- Най-прогресиращ изпълнител на годината – Цветелина Янева
- Артистично присъствие на изпълнител във видеоклип – Галена, Емилия и Малина – Аларма
- Фолклорен изпълнител на годината – Росица Пейчева
- Фолклорен албум на годината – Нелина – Чорбаджи Иван
- Видеоклип на годината – Цветелина Янева и Ionut Cercel – Влез
- Дует на годината – Преслава и Елена Паришева – Пия за тебе
- Албум на годината – Андреа – Андреа 2010
- Песен на годината – Борис Дали, Илиян и Константин – Палатка
- Певец на годината – Илиян
- Певица на годината – Галена

Почетни награди:
- Баладичен хит на годината – Константин – Кажи ми
- Дискотечен хит на годината – Мария – Най-добрия
- Специална награда на Паинер Мюзик за 2010 – Преслава (за най-много концертни изяви в България и чужбина)
- Специална награда на Пайнер Мюзик за 2010 – Малина (за 10 години на сцена)
- Фолклорен хит на десетилетието – Славка Калчева – Бяла роза
- Рингтон на 2010 – Кали – Като те почна
- Специална награда на Пайнер Мюзик за 2010 – Поли Паскова (за традиция и новаторство)
- Посланик на българската музика зад граница – Емилия
- Хит на Лято 2010 – Анелия и Гъмзата – 4 секунди
- Оригинално медийно присъствие през 2010 – Константин (за сватбената му церемония с Надя)
- Активна подкрепа на социална кауза – Бони (за участието си във Великолепната шесторка 2)
- Пробив на световната музикална сцена – Андреа

Награди на спонсорите:
- Най-романтична песен на 2010 на радио „Романтика“ – Джена – Всичко давам да си тук
- Хит на радио „Веселина“ за 2010 – Галена – Тихо ми пази
- Най-предпочитан изпълнител в „Планета Пайнер Клуб“ – Джена

### X годишни музикални награди на телевизия „Планета“(за 2011)
Конкурентни награди:
- Дебют на 2011 – Ани Хоанг
- Най-прогресиращ изпълнител на годината – Джена
- Дискотечен на годината – Галена – DJ-я ме издаде (ремикс)
- Баладичен хит на годината – Глория – До последната сълза и Емилия – Грешница
- Фолклорен изпълнител на годината – Росица Пейчева
- Фолклорен албум на годината – Райна – Македонско девойче
- Артистично присъствие на изпълнител във видеоклип – Андреа и Борис Солтарийски – Предай се
- Видеоклип на годината – Цветелина Янева – Брой ме
- Дует на годината – Андреа и Борис Дали – Едно
- Албум на годината – Галена – Аз
- Песен на годината – Джена – Да те бях ранила
- Певец на годината – Илиян
- Певица на годината – Преслава

Почетни награди:
- Специална награда на Пайнер Мюзик за 2011 – Камелия (за 15 години сценична дейност)
- Оригинално медийно присъствие на изпълнител през 2011 – Ивана (за участието си като треньор в Гласът на България 1)
- Посланик на българската музика зад граница – Галена
- Хит на Лято 2011 – Анелия – Проба грешка (ремикс)
- Рингтон на 2011 – Джена и Андреас – Да те прежаля
- Най-продаван албум в интернет – Анелия – „Игри за напреднали“

Награди на спонсорите:
- Награда на радио Романтика – Тони Дачева – Намери ме (най-романтична песен)
- Най-предпочитан изпълнител в „Планета Пайнер клуб“ – Кали

### XI годишни музикални награди на телевизия „Планета“(за 2012)
Конкурентни награди:
- Дискотечен хит на годината – Андреа и Азис – Пробвай се
- Баладичен хит на годината – Кали – Недей сърце
- Най-прогресиращ изпълнител на годината – Роксана
- Фолклорен албум на годината – Цветелина Янева – Дъщеря на песента
- Фолклорен изпълнител на годината – Нелина
- Посланик на българската музика зад граница – Преслава
- Дует на годината – Анелия и Илиян – Не исках да те нараня
- Артистично присъствие на изпълнител във видеоклип – Борис Дали – Drink & Drive
- Видеоклип на годината – Галена – Спри ме
- Албум на годината – Цветелина Янева – Мога пак и Емилия – Смелите си имат всичко
- Оригинало присъствие на клубната сцена – Галена
- Оригинало присъствие на концертната сцена – Андреа
- Песен на годината – Джена – Да видя какво е
- Изпълнител на годината – Анелия
- Музикален идол на годината – Преслава

Награди на спонсорите:
- Награда на модна къща „Junona“ – Мария (за най-стилно облечен изпълнител)
- Най-предпочитани изпълнители в Планета Пайнер клуб – Яница и DJ Живко Микс
- Награда на вафли „Хели“ – Малина(за оригиналност и сценични ефекти във видеоклип)
- Награда на „Rollplast“ – Камелия (за най-добра комуникация с публиката)

### XII годишни музикални награди на телевизия „Планета“(за 2013)
Конкурентни награди:
- Посланик на българската музика зад граница – Андреа
- Най-прогресиращ изпълнител на годината – Соня Немска
- Фолклорен изпълнител на годината – Нелина
- Фолклорен албум на годината – Глория – Пътеки
- Оригинално присъствие на концертната сцена – Малина
- Артистично присъствие на изпълнител във видеоклип – Емилия – Ти си ми
- Дует на годината – Галена и Фики – Кой
- Баладичен хит на годината – Цветелина Янева – Без думи
- Дискотечен хит на година – Андреа – Няма да съм аз
- Видеоклип на годината – Галена – Дай ми
- Оригинално присъствие на клубната сцена – Джена
- Песен на годината – Преслава – Режим „неприлична“
- Певец на годината – Константин
- Певица на годината – Галена
- Музикален идол на годината – Анелия

Почетни награди:
- Награда на интернет портал „Signal.bg“ – Глория (цялостно творчество и принос в развитието на попфолк музиката)
- Най-гледан видеоклип в официалния канал на телевизия Planeta в YouTube – PlanetaOfficial – Теди Александрова и Джамайката – Kiss me, baby

Награди на спонсорите:
- Най-предпочитан изпълнител в Планета Пайнер клуб – Даяна
- Награда на Fashion Idol – Цветелина Янева (за стилна и оригинална визия)
- Награда на модна къща „Junona“ – Мария (за най-стилно облечен изпълнител)
- Награда на радио „Веселина“ – Анелия – Искам те, полудявам (най-излъчвана песен в ефира на радиото)

### XIII годишни музикални награди на телевизия „Планета“(за 2014)
Конкурентни награди:
- Посланик на българската музика зад граница – Джена
- Дебют на годината – Фики
- Най-прогресиращ изпълнител на годината – Галин
- Фолклорен албум на годината – Борис Дали – Младо момче
- Фолклорен изпълнител на годината – Райна
- Артистично присъствие на изпълнител във видеоклип – Илиян и Сиана – Палавница
- Оригинално присъствие на клубната сцена – Галин
- Оригинално присъствие на концертната сцена – Анелия
- Баладичен хит на годината – Преслава – Ако утре ме губиш
- Дискотечен хит на година – Галена и DJ Живко Микс – Хавана Тропикана
- Дует на годината – Емилия и Ави Бенеди – Кой ще му каже/Boi tegali li
- Албум на годината – Анелия – Феноменална
- Видеоклип на годината – Галена и DJ Живко Микс – Хавана Тропикана
- Песен на годината – Джена – Моли се да не почна
- Певец на годината – Фики
- Певица на годината – Преслава
- Музикален идол на годината – Галена

Почетни награди:
- Видеосензация в You Tube – Фики, с участието на Преслава – Горе-долу
- Творческо дълголетие и успешна музикална кариера – Атанас Стоев
- Посланик на доброто – Ивана
- Най-гледан клип в You Tube – Джена – Моли се да не почна
- Награда на интернет портал „Signal.bg“ – Андреа (за най-успешни международни проекти)

Награди на спонсорите:
- Награда на радио „Веселина“ – Галена и DJ Живко Микс – Хавана Тропикана (най-излъчвана песен в ефира на радиото)

### XIV годишни музикални награди на телевизия „Планета“(за 2015)
Конкурентни награди:
- Оригинално присъствие на клубната сцена – Джена
- Оригинално присъствие на концертната сцена – Галена
- Най-прогресиращ изпълнител на годината – Теди Александрова
- Фолклорна формация на годината – Цветелина Янева и орк. Орфей
- Фолклорен изпълнител на годината – Ивелина Колева
- Посланик на българската музика зад граница – Джена
- Артистично присъствие на изпълнител във видеоклип – Галена – Една жена
- Видеоклип на годината – Цветелина Янева и 100 кила – 4 червени луни
- Дискотечен хит на година – Галин – Парата ако хвана
- Баладичен хит на годината – Емилия и Борис Дали – Обичай ме
- Дует на годината – Галена и Деси Слава – В твоите очи
- Песен на годината – Анелия – Генерал
- Певец на годината – Фики
- Певица на годината – Преслава
- Музикален идол на годината (жени) – Галена
- Музикален идол на годината (мъже) – Галин

Почетни награди:
- Албум на годината – Мария – Твоите 100 лица
- Дебют на годината – Джулия
- Фолклорен албум на годината – Емилия – Ех, Българийо красива
- Видеосензация в YouTube – Фики – Джале, джале
- Най-гледан клип в You Tube – Галена и Sergio – Пантера

Награди на спонсорите:
- Награда на интернет портал „Signal.bg“ – Деси Слава (за цялостен принос)
- Награда на радио „Веселина“ – Анелия – Генерал (най-излъчвана песен в ефира на радиото)